# Bjuråkers landskommun
Bjuråkers landskommun var en tidigare kommun i Gävleborgs län. Centralort var Bjuråker och kommunkod 1952-1970 var 2129.

## Administrativ historik
Bjuråkers landskommun inrättades den 1 januari 1863 i Bjuråkers socken i Hälsingland när 1862 års kommunalförordningar trädde i kraft. 
Vid kommunreformen 1952 bildade den "storkommun" genom sammanläggning med grannkommunen Norrbo.
Den 1 januari 1971 blev kommunen en del av den nya Hudiksvalls kommun.

### Kyrklig tillhörighet
I kyrkligt hänseende tillhörde kommunen Bjuråkers församling. Den 1 januari 1952 tillkom Norrbo församling.

## Kommunvapnet
Blasonering: I blått fält ett av snedställda strängar bildat galler av guld med fyruddiga stjärnor av guld i rutorna.
Detta vapen fastställdes av Kungl. Maj:t den 16 december 1966. Se artikeln om Hudiksvalls kommunvapen för mer information.

## Geografi
Bjuråkers landskommun omfattade den 1 januari 1952 en areal av 992,00 km², varav 865,10 km² land. Efter nymätningar och arealberäkningar färdiga den 1 januari 1961 omfattade landskommunen samma datum en areal av 949,37 km², varav 822,90 km² land.

### Tätorter i kommunen 1960
| Tätort     | Folkmängd |
| ---------- | --------- |
| Friggesund | 252       |
| Strömbacka | 200       |

Tätortsgraden i kommunen var den 1 november 1960 10,1 procent.

## Politik

### Mandatfördelning i valen 1938-1966
| 13 |  | 6 | 3 | 2 |

| 24 |

| 2 | 13 | 7 | 2 |  |

| 24 |

| 3 | 12 | 7 |  | 2 |

| 23 |

| 17 |  | 9 | 3 |

| 29 |

|  | 16 | 9 | 3 |  |

| 28 |

|  | 14 | 12 | 2 |  |

| 29 |

| 2 | 14 | 12 |  |  |

| 26 |

| 4 | 12 | 11 |  | 2 |

| 26 |

### Fotnoter
1. ↑  Per Andersson: Sveriges kommunindelning 1863-1993, Draking, Mjölby 1993, ISBN 91-87784-05-X, s. 89
2. ↑  ”Svenska Heraldiska Föreningens vapendatabas”. Arkiverad från originalet den 18 oktober 2012. https://web.archive.org/web/20121018011750/http://databas.heraldik.se/index.php. Läst 16 januari 2011.
3. ↑   (PDF) Folkräkningen den 31 december 1950, I, Areal och folkmängd inom särskilda förvaltningsområden m.m., Tätorter. Stockholm: Statistiska centralbyrån. 1952-05-19. sid. 105. Arkiverad från originalet den 1 oktober 2014. https://www.webcitation.org/6T09ZkyrB?url=http://www.scb.se/Grupp/Hitta_statistik/Historisk_statistik/_Dokument/SOS/Folkrakningen_1950_1.pdf. Läst 9 oktober 2014 Arkiverad 29 oktober 2013 hämtat från the Wayback Machine.
4. ↑   ( PDF) Folkräkningen den 1 november 1960, I, Folkmängd inom kommuner och församlingar efter kön, ålder, civilstånd m.m.. Stockholm: Statistiska centralbyrån. 1961. sid. 54 & 203-204. Arkiverad från originalet den 15 juli 2015. https://www.webcitation.org/6a1zkRbkC?url=http://www.scb.se/Grupp/Hitta_statistik/Historisk_statistik/_Dokument/SOS/Folkrakningen_1960_01.pdf. Läst 16 november 2017 Arkiverad 14 oktober 2013 hämtat från the Wayback Machine.
5. ↑   ( PDF) Folkräkningen den 1 november 1960, II, Folkmängd inom tätorter efter kön, ålder och civilstånd.. Stockholm: Statistiska centralbyrån. 1961. sid. 27. Arkiverad från originalet den 29 juni 2015. https://www.webcitation.org/6ZeEB9Ija?url=http://www.scb.se/Grupp/Hitta_statistik/Historisk_statistik/_Dokument/SOS/Folkrakningen_1960_02.pdf. Läst 16 november 2017 Arkiverad 24 september 2015 hämtat från the Wayback Machine.

- Se kartdata överlagrat på OSM (Kartdata)